# Elisabeth Brönner

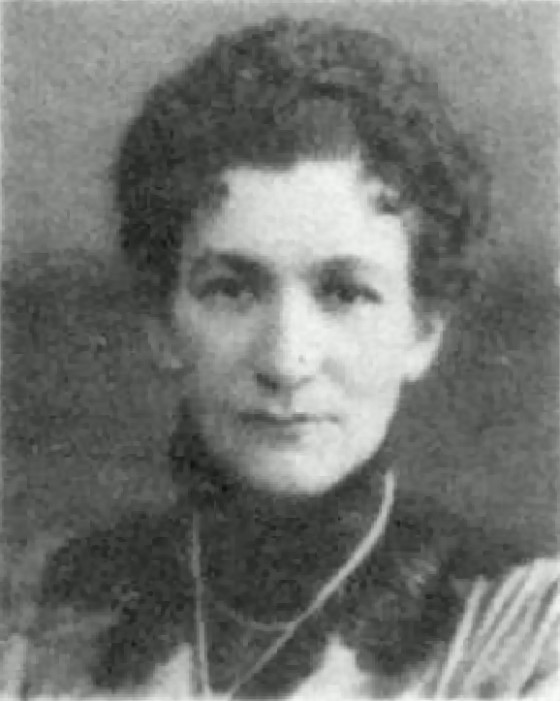
Elisabeth Brönner

Elisabeth Brönner (* 19. Februar 1880 in Schuppinnen, Kreis Ragnit; † 2. Februar 1950 in Potsdam-Babelsberg, gebürtig Elisabeth Höpfner) war eine deutsche Politikerin der DDP.

## Leben und Beruf
Nach dem Besuch der Volksschule in Schmalleningken wechselte Elisabeth Höpfner, die evangelischen Glaubens war, auf die höhere Mädchenschule in Tilsit, die sie 1896 abschloss. Anschließend absolvierte sie bis 1899 das dortige Lehrerinnenseminar. Neben ihrer Tätigkeit als Lehrerin in Wilhelmshaven und später im Raum Posen und dem Berliner Umland besuchte sie in den Schulferien als Gasthörerin die Universität Berlin. Sie war von 1905 bis 1907 Schriftleiterin der Berliner Hausfrauenzeitung Frauenreich und seit 1912 Herausgeberin der Zeitschrift Korrespondenz Frauenreich in Königsberg. Von 1916 bis 1919 war sie Schriftleiterin der Hartungschen Zeitung. Außerdem war sie Geschäftsführerin des Königsberger Goethebundes und Autorin von Erzählungen, Novellen und Romanen, die sich mit ostpreußischen und memelländischen Themen befassten. Nach dem Ersten Weltkrieg zog sie nach Babelsberg.

### Partei
Im Kaiserreich war Elisabeth Brönner Vorstandsmitglied des Fortschrittlichen Wahlvereins in Königsberg. 1918 beteiligte sie sich an der Gründung der DDP.

### Abgeordnete
Brönner gehörte 1919/20 der Weimarer Nationalversammlung an. Anschließend gehörte sie bis zur Neuwahl der ostpreußischen Abgeordneten am 20. Februar 1921 dem Reichstag an.

## Schriften
- Geschichten aus dem Memelland. 1918.
- Die Sendung der Rohrmoser. 1919.